# 澤入站
澤入站（日语：／ Sōri eki */?）是位於群馬縣綠市東町澤入962番地，渡良瀨溪谷鐵道的渡良瀨溪谷線車站。車站編號為WK12。

## 歷史
- 1912年（大正元年）12月31日 - 足尾鐵道車站啟用[2]。當時車站日文讀法為「そおり」。
- 1918年（大正7年）6月1日 - 足尾鐵道國有化，同日升級至車站，成為國有鐵道足尾線車站。
- 1987年（昭和62年）4月1日 - 伴隨國鐵分割民營化，車站由東日本旅客鐵道（JR東日本）營運[3]。
- 1989年（平成元年）3月29日 - 足尾線由渡良瀨溪谷鐵道接管，成為渡良瀨溪谷線車站。同時車站讀法改為「そうり」。同時成為無人車站。
- 2009年（平成21年）9月25日 - 上下行月台和候車室，與其他渡良瀨溪谷線內的設設一同申請成為國家登錄有形文化財。
- 2018年3月 - NHK連續電視小說《半邊藍天》在此站取景[4]。劇中的車站為虛構的「夏蟲站」[4]。當中，由於故事中的場景需要有跨線橋，因此取景場地不是取自主要拍攝地場的明知鐵道沿線上[5]。出現此站的播映日期為同年6月23日和25日[4]。渡良瀨溪谷鐵道在23日至24日2日之間收數約10件查詢[4]。

## 車站構造

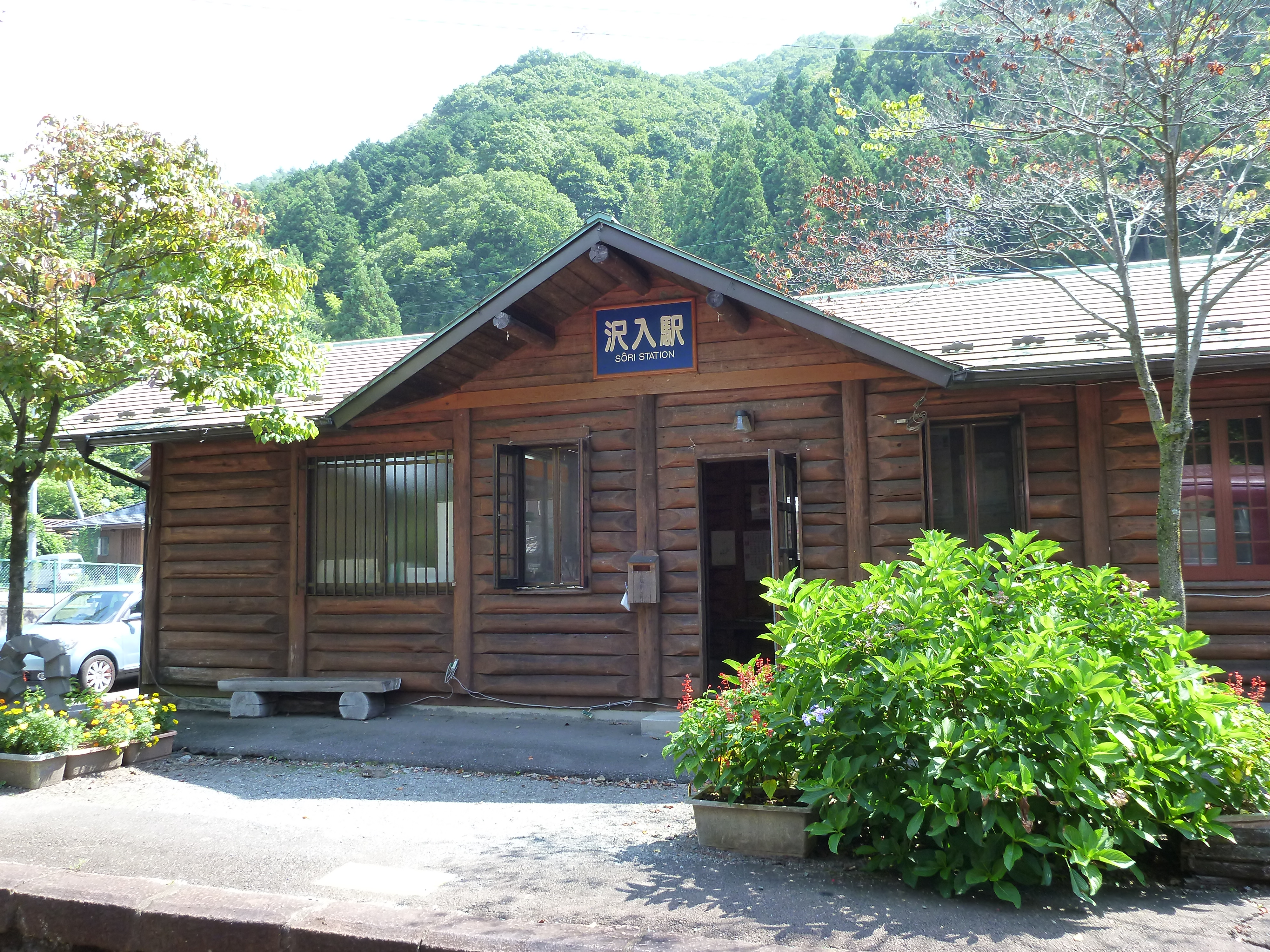
月台

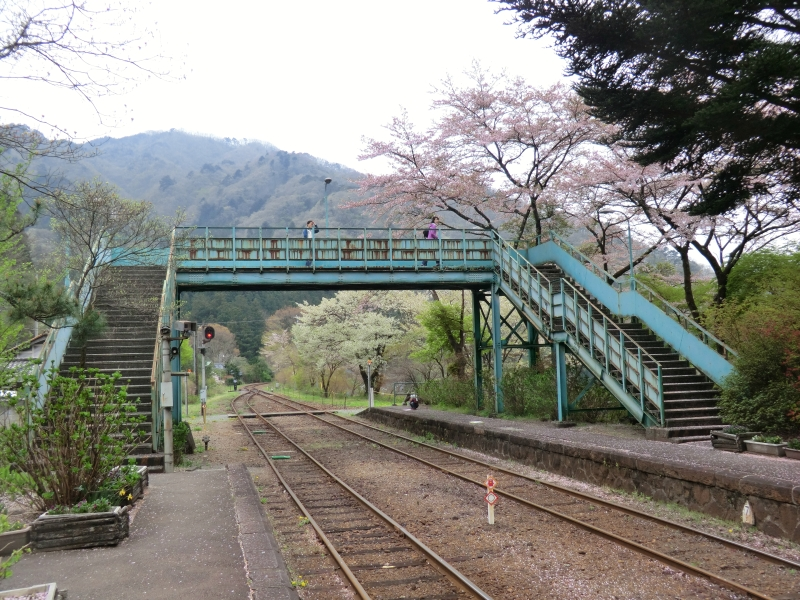
站內（望向桐生一方）

此站是地面車站，設有2面2線的相對式月台。車站大樓是一座木造建築物。車站內同時設置了簡易郵局。由於此站視作無人車站，因此不可在郵局內購買車票。除了尾班列車外，所有會在此站或神戶站進行列車交會。另一方面，足尾站設有列車交會設備，但是除了小火車和活動列車外，沒有普通列車進行列車交會。
在國道未進行工程前，足尾線設有貨物運輸業務，運送渡良瀨川的御影石，此站設有御影石的裝載處。在現時月台靠近足尾一方設有裝載處遺蹟。
在下行月台一方設有東屋和步行道。另外，車站大樓靠近桐生一方設有第3種平交道。此站設有跨線橋。
站內設有由當地居民種植，共2200支繡球花。在開花時期吸引旅客前往此站觀賞。

## 使用狀況
此站早上和黃昏有來自當地中學生使用車站，也有數名居民使用車站。此站為袈裟丸山連接車站，但是由於登山口較遠，因此較少登山客使用此站。在列車交會之際，下行列車會停靠5分鐘。在這時候，乘客可看見下行月台上的繡球花。
| 1日上下車人次變化 | 1日上下車人次變化 |
| 年度              | 1日平均人次       |
| ----------------- | ----------------- |
| 2011年            | 39                |
| 2012年            | 40                |
| 2013年            | 44                |
| 2014年            | 42                |
| 2015年            | 39                |

## 坂東彎道
在澤入站至原向站之間區間，是鐵路線中較急的斜坡區間。該處曾發生落石事故。在國鐵時代，於颱風和大雨後會發生落石事故，使鐵路暫停營業。此外，該段區間設有坂東彎道。曾經使用C12形蒸汽機車需要重聯運輸。而柴油列車往足尾方向行走該路段時，車速只可到達40km/h。而反方向前往桐生時候，由於是向下斜坡區間，因此列車以惰性行走也好，車速仍然升高。在坂東彎道入口前設置了速度檢查式ATS。

## 車站周邊
- 澤入簡易郵局
- 陶器和良寛書之館 （页面存档备份，存于）
- 澤入國際Circus學校 （页面存档备份，存于）（日語）
- 黑坂石平房帳篷村 （页面存档备份，存于）（日語）
- 大澤寺 （页面存档备份，存于）（日語）（銅七福神 福綠壽）

## 巴士路線
| 乘車處 | 系統   | 主要途經           | 目的地 | 巴士公司       | 備註 |
| ------ | ------ | ------------------ | ------ | -------------- | ---- |
|        | 澤入線 | 富弘美術館、水壩邊 | 神戶站 | 赤城觀光自動車 |      |

## 相鄰車站
渡良瀨溪谷鐵道
■渡良瀨溪谷線
- 小火車停車站

神戶（WK12）－澤入（WK13）－原向（WK14）

## 注腳
1. 1 2  國土數値情報(不同車站上下車數據)  （页面存档备份，存于）（日語） - 國土交通省，2018年3月20日參閲
2. ↑  「私設鉄道運輸開始」『官報』1913年1月14日（國立國會圖書館數碼化收藏）
3. ↑  『交通年鑑 昭和63年版』 交通協力會，1988年3月。
4. 1 2 3 4  . YOMIURI ONLINE（日语：YOMIURI ONLINE）. 2018-06-25  [2018-06-26]. （原始内容存档于2018-06-26） （日语）.
5. ↑  ｢半分､青い｡｣に明知鉄道が登場しないワケ 地元駅ではなかった鈴愛と律｢あの名シーン｣ （页面存档备份，存于）（日語） 東洋經濟Online 2018年9月8日，2019年11月20日參閲
6. ↑  . 產經biz（日语：フジサンケイ ビジネスアイ）. 2018-07-04  [2018-07-28]. （原始内容存档于2021-02-05） （日语）.

## 外部連結
- 渡良瀨溪谷鐵道｜澤入站 （页面存档备份，存于）（日語）
- 澤入簡易郵局 （页面存档备份，存于）（日語） 日本郵政官方網站
- NPO法人國際Circus村協會 （页面存档备份，存于）（日語）